# Rule of Rose
Rule of Rose (ルールオブローズ?, Rūru obu Rōzu) è un videogioco survival horror in terza persona, sviluppato da Punchline e pubblicato da Sony Computer Entertainment e, in Europa, da 505 Games, in esclusiva per PlayStation 2 nel 2006.
Le vicende ruotano attorno a una ragazza, Jennifer, che viene fatta prigioniera da un gruppo di bambini sadici e crudeli, riuniti in una setta, conosciuta come gli "Aristocratici del Pastello Rosso" (Aristocrats of the red crayon, in lingua originale). Sotto minaccia di morte, Jennifer è costretta a tributare offerte al leader del club, la Principessa della Rosa Rossa, a sottostare alle dure regole dei suoi aguzzini, oltre che a prendere parte a sfide difficili, che metteranno a dura prova le sue convinzioni, facendo spesso vacillare la sua visione del Mondo.

## Trama
Inghilterra, anni trenta. Durante un viaggio in autobus lungo una strada rurale, la diciannovenne Jennifer, un'orfana dall'aria spaventata, si lascia ad un momento di quiete e sprofonda in un sonno all'apparenza ristoratore. I suoi sogni vengono bruscamente interrotti da un bambino, che le dona un libro, chiedendole di leggerglielo. Inspiegabilmente, però, prima che la ragazza possa esaudire la richiesta, il ragazzino scappa. 
Incuriosita da quel fatto inatteso, si precipita in strada e, nonostante lo sbigottimento iniziale, decide di esplorare il mistero intorno a quel libro. Prende a sfogliarne le pagine: si narra di una "principessa Infelice", mandata a vivere in una villa in cima ad una collina, dopo la tragica dipartita dei genitori. Sfortunatamente, il quaderno è per metà vuoto, mancano sia il seguito che l'epilogo della storia. 
Jennifer segue un sentiero che s'inerpica su per una collina, in vetta a cui trova la casa del racconto. Tutto è in rovina e strane sagome di bambini con la testa nascosta da sacchetti di carta compiono azioni inspiegabili. È evidente che nella villa stia succedendo qualcosa di sinistro. Qui vi incontra nuovamente il ragazzino dell'autobus. Le riferisce che si sta tenendo un funerale, che è di un suo "caro amico", e le ingiunge di finire di leggere il libro.  
Nel frattempo, alle orecchie della giovane giunge il riverbero dei latrati di un cane. Quel suono intermittente, quasi funereo, la conduce ad una tomba nel cortile interno della struttura. Colta dalla sensazione di aver realmente perso un amico importante, si getta sul terreno e inizia a scavare furiosamente. Sotto terra rinviene una bara, al suo interno un sacco di tela insanguinato. Inerte e paralizzata dal terrore, la ragazza viene circondata dai bimbi dal volto coperto, che la spingono nella bara, la chiudono dentro e, infine, la portano via. 
Jennifer si risveglia in un ambiente ben diverso da quello che ha appena lasciato: è legata in un quella che di primo occhio sembra una stiva ed il ragazzino che ha conosciuto sull'autobus le intima, parlando in un megafono, di fare qualsiasi cosa le venga ordinata. Viene quindi liberata, con l’ordine di recarsi presso il Club degli Aristocratici. Fuori di quel posto, la nostra si rende conto che le prime impressioni sul posto sono veritiere, che è lontana dalla collina dove ha perso i sensi. Si trova a bordo di un dirigibile in volo al di sopra delle nuvole. Le eliche girano nel buio di una notte perpetua. 
Il Club degli Aristocratici è un gruppo di ragazzini, suddivisi secondo una precisa scala gerarchica: una vera e propria setta. Mensilmente, si tiene una sorta di caccia al tesoro: ad ogni membro viene chiesto di trovare un dato oggetto e di depositarlo in una cassetta affissa alla porta d’ingresso del Club; all'arrivo di Jennifer, il tesoro è una “splendida farfalla”.
Durante la ricerca, fa diversi incontri. Conosce un po’ tutti i membri della setta, che le sono più o meno apertamente ostili: un vecchio professore ed una donna delle pulizie che sembrano odiare con tutta l'anima la nostra; Gregory, un misterioso uomo dall’aria assorta; e l’altro protagonista del gioco, il cane Brown, che Jennifer trova legato in una stanza e che libera. Brown si rivelerà essere un alleato importantissimo, fungendo sia da radar per gli oggetti, che sarebbero altrimenti in gran parte nascosti, sia da “indicatore dell’obiettivo”, in grado, ogni qualvolta gli venga dato un oggetto importante, di condurre la sua giovane padrona verso la risoluzione di un enigma.
Con l’aiuto di Brown, e dopo essersi imbattuta anche in piccoli ed aggressivi esseri demoniaci dalle fattezze di bambini con la testa distorta o di animale, Jennifer riesce a trovare una farfalla e a depositarla nella cassetta del Club. Una volta entrata nella stanza, tuttavia, l'adepta di rango più alto presente, la Principessa Ostinata, rifiuta il dono di Jennifer, e, per il sadico gusto di punirla, le fa avvicinare alla faccia un ratto legato ad un verga. Al che, la ragazza sviene.
Da qui, le vicende della vita di Jennifer sono scandite dal succedersi delle sfide mensili. Di volta in volta, le viene richiesto di trovare un dato oggetto, che sia un coniglio, un uccellino o una sirena, e per farlo deve affrontare prove che la portano ad esplorare il luogo in cui è costretta e ad approfondire la conoscenza degli altri membri del Club.

## Modalità di gioco
Tra le armi a disposizione di Jennifer, ci sono vari utensili domestici di diversa natura e, in rari casi, anche armi vere e proprie.
Come nel caso di Haunting Ground (2005), la protagonista è affiancata da un cane, Brown che svolge per lei diverse funzioni, come la ricerca di oggetti, la difesa o mosse diversive, per aiutare Jennifer quando è in difficoltà con gli ominidi.
Il videogioco dispone di due finali.

## Personaggi

### Jennifer
La protagonista del gioco. È un'orfana di circa diciannove anni, che finisce intrappolata dai bambini di un orfanotrofio. Sin dall'inizio viene presa di mira dagli Aristocratici della Matita Rossa e, per sopravvivere, dovrà obbedire alle loro regole. Scoprirà in seguito che per uscire da questo incubo dovrà ricordare il suo passato.

### Brown
Un cane di razza labrador, sempre al fianco di Jennifer, della quale diventa la guardia del corpo. Con il suo olfatto riesce a percepire tracce ed obiettivi.

### Joshua
Il misterioso bambino che esorta Jennifer a seguirlo fino all'orfanotrofio. Sembra essere a capo della Aristocrazia del Pastello Rosso. Nella dimensione in cui la nostra si troverà costretta è conosciuto come il principe orsetto.

### Il Cavaliere Secchio
Si tratta di un secchio appoggiato su due manici di scopa. I bambini, però, lo trattano come se fosse un cavaliere medievale in carne ed ossa. Nel corso della storia, esso suggerirà a Jennifer come affrontare le vicissitudini di cui sarà vittima. Per di più, alla sua presenza il giocatore potrà salvare la partita.

### Diana
Diana è una bambina di circa undici anni, molto bella, longilinea e dai capelli rossi, che viene nominata nella storia come la principessa ostinata. Leader degli Aristocratici della Matita Rossa, detiene il titolo di "Duchessa", il ruolo più importante dopo la Principessa della Rosa. È una ragazzina testarda, egoista e molto orgogliosa. Ha il rispetto di tutti i bambini, della quale hanno paura. Adora le sirene e ciò che odia di più è crescere.

### Eleanor
Eleanor ha più o meno la stessa età di Diana, è molto esile e con i capelli corti e scuri. È conosciuta col nome di  principessa gelida. Il suo atteggiamento è introverso e asociale, e mostra riluttanza persino nei confronti delle amiche Diana e Meg, forse conscia della loro natura subdola, sempre invischiate in beghe e complotti ai danni degli altri bambini. Ha il titolo di "Contessa", il più importante dopo quello di Diana. Porta sempre con sé una gabbia vuota, nella speranza di trovare l'uccellino narrato in una favola, che abbia il potere di portarle la felicità.

### Margaret "Meg"
Meg è una bambina bionda e occhialuta, che viene nominata nella storia come la principessa dall'aria saggia. Il suo rango nell'aristocrazia è quello di "Baronessa". Intelligente, ma inflessibile, si considera priva di difetti, presiede le regole e i protocolli dell'Aristocrazia. Meg porta sempre con sé un quadernetto, e si cimenta nell'invenzione di diversi strumenti, spesso volti a "torturare" coloro che trasgrediscono le regole o semplicemente, quelli presi di mira dalle tre perfide aristocratiche. Ammira moltissimo la sua amica Diana (della quale sembra palesemente innamorata), nonostante quest'ultima sia spesso crudele nei suoi confronti, e la segue dappertutto.

### Amanda
Amanda è una bambina corpulenta e dall'aria sciatta, che viene menzionata nella storia come la principessa dal cuore piccolo. Il suo ruolo sociale nell'Aristocrazia è quello di "povera", e prima dell'arrivo di Jennifer, era Amanda ad occupare il posto più basso tra gli Aristocratici. Sicura della sua superiorità nei confronti di Jennifer, inizialmente sembra essere dalla sua parte, fino a quando non viene retrocessa. Sebbene Amanda possa apparire timida, ossequiosa e indifesa, ella è in realtà falsa, vigliacca e bugiarda, e nutre un odio profondo verso tutte le persone dell'orfanotrofio, che hanno fatto di lei una reietta. È ossessionata dai vestiti e dal bell'aspetto, e passa molto tempo cucendo stracci con una macchina da cucire.

### Wendy
Wendy è una bambina dai capelli biondi, graziosa, sebbene alquanto gracile, e viene menzionata nella storia come la principessa solitaria. Apparentemente dolce e gentile, Wendy si occupa degli animali della piccola fattoria dell'orfanotrofio, e adora in particolare i conigli, ma la sua salute cagionevole la costringe spesso a letto. È l'unica persona che si comporta amichevolmente con Jennifer.

### Susan
Susan è una bambina di un paio di anni più piccola rispetto alle altre, con dei lunghi capelli castani raccolti da due trecce, e viene menzionata nella storia come la principessa impetuosa. Susan è la spia personale di Meg, con la quale ha un buon rapporto, e sebbene non sia ostile nei confronti di Jennifer, la evita per sua lealtà nei confronti di Meg.

### Olivia
Olivia è la più piccola dei bambini dell'orfanotrofio, e viene menzionata nella storia come la principessa piagnucolona. Ha circa quattro o cinque anni di età e ha i capelli corti, di un biondo chiarissimo. Olivia è molto impacciata e suscettibile, e piange continuamente quasi tutto il tempo. La cosa che innervosisce particolarmente Olivia è la presenza di Jennifer, che alla sua vista scoppia in lacrime, o scappa via.

### Nicholas
È un bambino piuttosto alto dai capelli biondi, e viene menzionato nella storia come il principe disordinato. Nicholas è appunto molto provocatorio, e adora cimentarsi nei duelli con la spada legno.

### Xavier
È un bambino alquanto grasso e dal viso tozzo, e viene menzionato nella storia come il principe goloso. Come preannunciato dal suo appellativo, Xavier è ingordo, non fa altro che ingozzarsi di dolciumi tutto il tempo, e passa spesso il tempo con Nicholas.

### Thomas
Thomas è un bambino schivo e asociale, con dei latenti segni di autismo, che nutre un fascino ossessivo verso i treni, in qualche modo collegati al suo passato. Passa tutto il tempo spesso seduto per terra, a giocare con un trenino di legno.

### Clara
È una ragazza di sedici anni nonché la più grande tra gli orfani, e viene citata nella storia come la principessa tremante. Invece di andare a vivere per conto proprio, Clara ha deciso di restare nell'istituto per fare da aiutante al preside, ed è addetta all'infermeria dell'orfanotrofio. Clara è spesso schiva nei confronti dei bambini, e sembra particolarmente nervosa in presenza del signor Hoffman, che sembra avere verso di lei in particolare propensioni pedofile. Nella sua forma mostruosa, la "principessa sirena", Clara ha delle cicatrici simili a branchi, segno forse del suo autolesionismo.

### Il signor Hoffman
È l'anziano preside dell'orfanotrofio. Scontroso, egoista e forse mentalmente instabile, dirige l'orfanotrofio con estrema austerità. Egli disprezza Jennifer fin dal suo arrivo, che rimprovera e punisce di continuo, e sembra avere delle particolari propensioni pedofile. Clara è spesso turbata dalla sua presenza e Diana prova un forte ribrezzo per l'uomo.

### Martha
È la cuoca e domestica dell'orfanotrofio, e non prova la minima simpatia nei confronti degli orfani. Viene menzionata nella storia come la regina del pulito.

### Gregory M. Wilson
Un uomo che vive da solo in prossimità dell'orfanotrofio. È un uomo di statura imponente, taciturno e dall'aria assente, che scrive favole per suo figlio, che è malato.

## Colonna sonora
La colonna sonora di Rule of Rose è incisa su un CD di 6 tracce prodotto dalla Atlus, esso è anche un CD-ROM contenente sfondi per desktop e video promozionali.
La partitura musicale è stata composta da Yutaka Minobe, che ha anche composto la musica di Skies of Arcadia e alcuni brani dalla colonna sonora di Panzer Dragoon Orta. L'intera partitura è stata creata senza strumenti elettronici - la maggior parte dei brani è stata prodotta da musicisti che hanno utilizzato strumenti a corda. Secondo gli sviluppatori del gioco, la musica era destinata a portare un elemento umano per l'atmosfera del gioco. La colonna sonora non è completa in quanto ci sono delle tracce del gioco che non sono mai state inserite nell'album.

### Tracce
1. Bullying - 2:06
2. Ambient Music for Strings: "Fear" Part II - 1:28
3. The Attic - 2:46
4. Backbiting - 1:56
5. Piano Etude I - 0:53
6. A Love Suicide - 3:51

## Accoglienza
Sull'aggregatore GameRankings ha ricevuto un punteggio medio di 61/100, su Metacritic il videogioco ha ricevuto un consenso misto e un punteggio di 59/100.

## Critiche e controversie
I contenuti a tratti crudi e brutali per un gioco in cui sono presenti bambini fecero scalpore in molti paesi. Nel novembre 2006 il gioco fu criticato da alcune testate nazionali italiane (tra le quali Panorama e il Quotidiano Nazionale), che sostennero la presenza, rivelatasi poi inventata e infondata, di scene di sadismo, violenza sessuale e pedofilia.
In particolare Panorama trattò l'opera quale portavoce di quei titoli videoludici "deleteri per il pubblico dei più giovani", mettendolo in copertina nel numero di novembre 2006 corredato dallo slogan "Vince chi seppellisce viva la bambina". Non solo l'articolo di Guido Castellano, all'epoca capo-redattore di Panorama, venne giudicato sensazionalista e di scarso fondamento giornalistico, trito di fonti inesatte o informazioni poco attendibili, come la fantomatica intervista al designer Yuya Takayama, mai confermata da quest'ultimo, ma si scoprì che Castellano non aveva mai giocato Rule of Rose e che aveva copiato intere sezioni di una recensione positiva fatta mesi prima da Chris Darril, all'epoca diciassettenne, aggiungendovi note moraliste e stravolgendone la finalità. Da GamesRadar+ la notizia del plagio del Castellano iniziò a diffondersi a macchia d'olio sul web : lo stesso Darril e la testata sulla quale venne pubblicato originariamente l'articolo chiesero spiegazioni, Panorama non rispose ma provvide rapidamente alla cancellazione dei commenti indignati e poi alla cancellazione della versione online dell'articolo. Il caso è stato citato anche all'estero.